# Образ Саломеи в изобразительном искусстве
«Танец Саломеи перед царём Иродом» — в изобразительном искусстве один из эпизодов Пира царя Ирода, выделившийся в самостоятельный сюжет в живописи XIX—XX веков. В соответствии с лаконичными описаниями Евангелий от Марка и Матфея (Матф. 14,3-5; Мк. 6, 17-20), дочь Иродиады (имя её не названо) танцевала на пиру у своего отчима Ирода. Восхищённый танцем Ирод обещал исполнить любое её желание. Царица Иродиада, желая отомстить Иоанну Крестителю за осуждение её брака с Иродом — братом её мужа, подговорила свою дочь попросить у Ирода в награду голову святого. Интерес к Саломее, сыгравшей роковую роль в судьбе Предтечи Иисуса Христа, в литературе и изобразительном искусстве возрождался трижды: в раннехристианский период, в позднем Средневековье и на рубеже XIX—XX веков.

## Литературные источники
О танце падчерицы Ирода Антипы на пиру в честь его дня рождения сообщают евангелисты Марк и Матфей:

 Во время же празднования дня рождения Ирода, дочь Иродиады плясала пред собранием и угодила Ироду; посему он с клятвою обещал ей дать, чего она попросит. Она же, по наущению матери своей, сказала: дай мне здесь на блюде голову Иоанна Крестителя. И опечалился царь; но, ради клятвы и возлежащих с ним, повелел дать ей, и послал отсечь Иоанну голову в темнице. И принесли голову его на блюде и дали девице, а она отнесла матери своей.— От Матфея, Гл.14

Настал удобный день, когда Ирод, по случаю [дня] рождения своего, делал пир вельможам своим, тысяченачальникам и старейшинам Галилейским, — дочь Иродиады вошла, плясала и угодила Ироду и возлежавшим с ним; царь сказал девице: проси у меня, чего хочешь, и дам тебе; и клялся ей: чего ни попросишь у меня, дам тебе, даже до половины моего царства. Она вышла и спросила у матери своей: чего просить? Та отвечала: головы Иоанна Крестителя. И она тотчас пошла с поспешностью к царю и просила, говоря: хочу, чтобы ты дал мне теперь же на блюде голову Иоанна Крестителя. Царь опечалился, но ради клятвы и возлежавших с ним не захотел отказать ей. И тотчас, послав оруженосца, царь повелел принести голову его. Он пошел, отсек ему голову в темнице, и принес голову его на блюде, и отдал её девице, а девица отдала её матери своей.— От Марка, Гл. 6, стихи 21-28
Из сочинений Иосифа Флавия известны некоторые детали жизни дочери Иродиады и её имя — Саломея, однако он ничего не пишет о её танце на пиру Ирода. Тацит в своих «Анналах» упоминает супруга Саломеи — Аристобула, в парижском Кабинете медалей хранится монета, на одной стороне которой изображён Аристобул, а на другой — Саломея, всё это не противоречит рассказу Иосифа Флавия.
Сообщение евангелистов получило своё развитие позднее в трудах отцов церкви, описывающих пир Ирода и танец его падчерицы с новыми подробностями и дающих их метафорическое толкование, которое повлияло на традиции изображения этих библейских сюжетов. Юстин (Iust. Dialog. cum Tryphono iudaeo, XLIX) повторил евангельские сообщения, Ориген же (Orig. Hom. de Lucae, XXVII, 3) добавил к ним свои рассуждения. Последний называет принцессу Иродиадой, эта ошибка будет перенята и другими авторами и приведёт к слиянию образов матери и дочери. В IV веке падчерица Ирода упоминается наряду с мимами и жонглёрами. Иоанн Златоуст сравнивает её со странствующей жонглёршей, а её танец называет ловушкой для Ирода, в которую заманить царя Саломее помог дьявол.
Описание пира, данное Ювенком, заложило основы иконографии сюжета. Ювенк первым определяет танец Саломеи, который она соединила с песней победы, как акробатический. Амвросий Медиоланский подробно повествует как о пире Ирода, так и танце его падчерицы, называя его «семенем раздора» (pignus regale). Блаженный Августин (V в.) добавляет новую деталь — передавая голову Иоанна Крестителя Иродиаде, Саломея кладёт её на лоно матери. Так впоследствии эту сцену будут изображать художники Италии, начиная с Джотто. В своём метафорическом рассказе Пётр Хрисолог называет Саломею бестией, которая «… просит о смерти, она рычит как тигрица, не женщина. Она трясёт своей гривой, не человеческими волосами». Эта бестия не успокоится, пока «не получит добычу». Учитель церкви добавляет детали к характеристике танца принцессы, покоряющей Ирода: «она изгибается всем телом и вращает ногами, как будто у неё не было позвоночника». По Хрисологу, Ирод, глядя на танцующую Саломею, понимает, что она — его родная дочь, плод его кровосмесительной связи с Иродиадой: «ведь будь она чужим ребёнком, можно было бы обнаружить хоть следы целомудрия».

## Изобразительное искусство
Пир Ирода как один из эпизодов жития Иоанна Предтечи, одного из наиболее чтимых церковью святых, вместе с отдельными эпизодами этого новозаветного сюжета (танец Саломеи, обезглавливание Иоанна, поднесение его головы), многие века привлекал внимание художников. Причина его популярности кроется не только в связи с культом Иоанна Крестителя и драматизме описываемых событий, но и в том, что художнику предоставлялась возможность обратиться к увлекательной внешней стороне повествования.

### Раннее средневековье
Самое раннее изображение пира царя Ирода и усекновения головы Иоанна Крестителя было найдено в древнем греческом поселении на Чёрном море, в Синопе. Манускрипт с фрагментами из евангелия Матфея, выполненный на пурпурном пергамене золотыми буквами, датируется VI веком (Национальная библиотека Франции, Париж). Изображение написано яркими красками, убранство пиршественного зала выдержано в римском стиле. Слева Ирод возлежит с гостями перед столом с корзиной фруктов. Он указывает на женщину (неизвестно, Саломея ли это или Иродиада), которая принимает у палача голову Иоанна на блюде. Справа — тюрьма, где лежит обезглавленное тело, над которым склонились двое мужчин.
По мнению А. Грабара, первоначально женщина была нарисована обнажённой, что может быть отображением представлений о пирах эпохи Римской империи; намёком на вожделение, которое испытал Ирод, увидев танец Саломеи, а также указанием на грех.

### Романский период и готика
Среди рельефов бронзовой Колонны Бернварда (XI в.) из Хильдесхаймского собора есть и изображение пира Ирода. Саломея танцует, ей аккомпанирует музыкант. К Ироду, сидящему за столом, слуга подносит голову Иоанна на блюде. Эмоциональное напряжение сцены усиливается деформацией фигур. Непропорционально большие головы персонажей и глаза навыкате выдают влияние византийской скульптурной пластики.
Один из интересных примеров разработки сюжета — рельефные бронзовые панно двери входного портала веронской церкви Сан-Дзено (XI в.). Вероятно, декор дверей был выполнен немецкими мастерами. Пластины резко отличаются по уровню исполнения, те из них, на которых изображена история Иоанна Крестителя, сделаны довольно грубо. Ирод восседает за пиршественным столом, справа и слева от него сидят двое мужчин, царю подносят отрубленную голову Предтечи. Перед столом изогнулась Саломея в подчёркнуто акробатическом танце: её тело почти свернулось в кольцо, подобно змее.
На капители колонны XII века (Музей августинцев, Тулуза) Ирод держит Саломею за подбородок — жест, по средневековой традиции обозначающий возбуждённое состояние. Ноги молодой женщины скрещены — это указание на танец, которым она прельстила царя.
Изящной девушкой с распущенными светлыми волосами предстаёт Саломея на мозаике баптистерия венецианского собора Сан-Марко. Её гибкое стройное тело облегает красное платье с высоким разрезом. Приближаясь к пиршественному столу, она без страха подняла над собой блюдо с головой Иоанна. Непринуждённость фигуры принцессы, естественность её движения указывают на позднее происхождение изображения (XIV в.), однако оно унаследовало золотой фон и яркие цвета знаменитых византийских смальтовых мозаик.
В XV веке сюжет был распространён в районе исторических Нидерландов (современные Бельгия, Нидерланды, Люксембург и (частично) северная Франция) и Германии, а также Латинских земель. Тема была любима северянами, которые уделяли большое внимание мельчайшим деталям быта своего времени. Живописец Ханс Мемлинг поместил сюжет с Саломеей на левое крыло «запрестольного образа», в настоящее время хранящийся в Музее Мёмлинга (Брюгге, Бельгия). Лицом она напоминает безмятежных Мадонн Мёмлинга, в которых воплотился идеал женской красоты той эпохи, — Саломея спокойно получает голову Крестителя, которую, держа за волосы, передаёт палач. Её миловидность и невозмутимость вступают в диссонанс с драматической ситуацией. На заднем плане, под дворцовой аркой, художник показал танец Саломеи на пиру Ирода.
В Амьенском соборе на северной стороне хоров помещены четыре рельефа (XV в.) с эпизодами из жизни святого Иоанна. Персонажи в современных художнику придворных костюмах представлены в изысканных позах, детали трактованы с тщательностью и реализмом. Богато украшенные стрельчатые арки обрамляют сцены. Справа показан Иоанн в темнице, по традиции он одет в звериную шкуру. Затем следуют эпизоды с танцем, усекновением головы и её поднесением Иродиаде. В последней сцене Саломея при виде головы Иоанна теряет сознание и падает на руки слуге.

### Проторенессанс
Начиная с XIV века сюжет «Пир Ирода» прочно обосновался в больших циклах фресок, украшавших церкви Италии. Пьетро Лоренцетти в соборе в Сиене (Тоскана) объединил разные эпизоды в одной композиции, его герои одеты в современные костюмы и помещены в обстановку эпохи раннего Ренессанса.
Рельеф со сценой «Пир Ирода» работы Донателло украшает купель для крещения Баптистерия в Сиене. Скульптор мастерски выстраивает пространство рельефа: слева вверху слуга несёт голову Иоанна, центр второго плана занимает музыкант с виолой, на первом плане коленопреклонённый палач протягивает блюдо с головой ужасающемуся Ироду. Справа перед группой пирующих, отпрянувших при виде подношения тетрарху, изображена Саломея, которая только что завершила свой танец.
Мино да Фьезоле — младший современник Донателло — создал свою версию эпизода для мраморной кафедры в соборе Святого Стефана в тосканском Прато. Сама композиция довольно архаична, но отличается внутренней силой. Обрамление её выполнено в виде роскошных архитектурных мотивов, пир проходит в классическом ренессансном интерьере. Комната наполнена веселящимися гостями и музыкантами, Иоанн же помещён на заднем плане, составляя контраст праздничной обстановке, он отрешённо смотрит в окно.
Большая фреска Фра Филиппо Липпи в часовне собора Святого Стефана, созданная в 1452—1464 годах, считается лучшей его работой для Прато. Три сцены (без соблюдения хронологии) сменяют друг друга в этой композиции: обезглавливание Иоанна, танец Саломеи, поднесение головы Иродиаде. Наиболее удавшимся искусствоведы признают центральный эпизод — танец Саломеи: девушка так легко двигается, будто парит над полом.

### Возрождение
Альбрехт Дюрер дважды обращался к истории Иоанна Крестителя. Ксилографии «Усекновение главы Иоанна Предтечи» (1510), где Саломея изображена принимающей голову Иоанна и «Принесение Саломеей Ироду главы Иоанна Крестителя» (1511), где дочь передаёт Иродиаде свою страшную ношу, по тонкости исполнения и художественным качествам близки к гравюре на меди. Возможно, что художник сам резал доски для ксилографий. В этих небольших графических листах благодаря высокому мастерству ему удалось передать разнообразные оттенки настроения персонажей.
В итальянской живописи XVI века был распространён вариант полуфигурного изображения Саломеи, держащей блюдо с головой Предтечи. В этом случае художник имел возможность обратиться к внутренним переживаниям героини, показывая Саломею то холодно-спокойной, то насмешливой, а иногда опечаленной и даже ужасающейся. К тому же эта версия, близкая к портрету, давала возможность показать контраст между прелестью молодой девушки и устрашающим видом мёртвой головы. Этот вариант сюжета породил ещё один иконографический тип — отдельное, самостоятельное изображение отрубленной головы Иоанна на блюде.